# 51 de l'Àguila
51 de l'Àguila (51 Aquilae) és una estrella de la constel·lació de l'Àguila situada a uns 90,9 anys llum del Sol. Té una magnitud aparent de 5,38.